# Alex Wood
Robert Alexander Wood (né le 12 janvier 1991 à Charlotte, Caroline du Nord, États-Unis) est un lanceur gaucher des Giants de San Francisco de la Ligue majeure de baseball.

## Carrière

### Braves d'Atlanta
Joueur des Bulldogs de l'Université de Géorgie à Athens, Alex Wood est un choix de deuxième ronde des Braves d'Atlanta en 2012.

#### Saison 2013
Lanceur partant dans les ligues mineures, Wood gradue au niveau Double-A au début de la saison de baseball 2013 et est appelé pour la première fois dans les majeures sans passer par le Triple-A. Il fait ses débuts dans le baseball majeur le 30 mai 2013 comme lanceur de relève pour les Braves. Il débute 11 parties des Braves en 2013 et ajoute 20 apparitions en relève. En 77 manches et deux tiers lancées, sa moyenne de points mérités se chiffre à un très bon 3,13. Il remporte 3 victoires contre 3 défaites et accumule 77 retraits sur des prises. Il remporte sa première victoire dans les majeures après un bon match comme lanceur partant le 30 juillet face aux Rockies du Colorado. Dans les séries éliminatoires, il lance un total de 3 manches et un tiers sans accorder de point aux Dodgers de Los Angeles en deux matchs de Série de divisions.

#### Saison 2014
Wood doit intégrer à temps plein la rotation de lanceurs partants des Braves en 2014. Après 7 départs, il n'a accordé que 3 points mérités par partie, mais les Braves décident néanmoins de le déplacer dans l'enclos de relève en mai, au moment du retour dans la rotation du lanceur partant Gavin Floyd. Lorsque Floyd se blesse, Wood reprend un rôle de partant,, qu'il garde jusqu'à la fin de la campagne. La moyenne de points mérités de 2,78 du jeune gaucher est la meilleure par un lanceur des Braves principalement utilisé comme partant en 2014, rivalisant avec celle de 2,89 en 33 départs de son coéquipier Julio Teheran. En 35 matchs, dont 24 comme partant, et 171 manches et deux tiers lancées, Wood réussit 170 retraits sur des prises, remporte 11 victoires et encaisse 11 défaites. Le 17 avril 2014, il lance son premier match complet en carrière mais subit la défaite dans un duel de lanceurs gagné 1-0 par A. J. Burnett et les Phillies de Philadelphie.

### Dodgers de Los Angeles
Avec le releveur gaucher Luis Avilán, le releveur droitier Jim Johnson, le lanceur partant droitier Bronson Arroyo et le joueur d'avant-champ des ligues mineures José Peraza, Wood est le 30 juillet 2015 échangé aux Dodgers de Los Angeles contre le joueur de deuxième but Héctor Olivera, le releveur gaucher Paco Rodriguez et le lanceur droitier des ligues mineures Zachary Bird.
Wood est élu meilleur lanceur du mois de mai 2017 dans la Ligue nationale.
En 2017, Wood est invité pour la première fois de sa carrière au match des étoiles, et s'y présente avec une fiche de 10 victoires et aucune défaite. Il est le premier lanceur à remporter ses 10 premières décisions pour les Dodgers depuis leur arrivée en 1958 à Los Angeles et le premier lanceur de l'équipe à commencer une saison avec une fiche de 10-0 depuis Don Newcombe pour les Dodgers de Brooklyn en 1955.